# Aeroportul Buffalo Narrows
Aeroportul Buffalo Narrows (IATA: YVT, ICAO: CYVT) este un aeroport din Saskatchewan, Canada. Aeroportul a fost tranzitat în 2009 de 0 pasageri.
Situat la o altitudine de 434 m, aeroportul dispune de o singură pistă. Este operat de Ministry of Highways and Infrastructure⁠(d).